# Onze-Lieve-Vrouwekerk (Herstal)

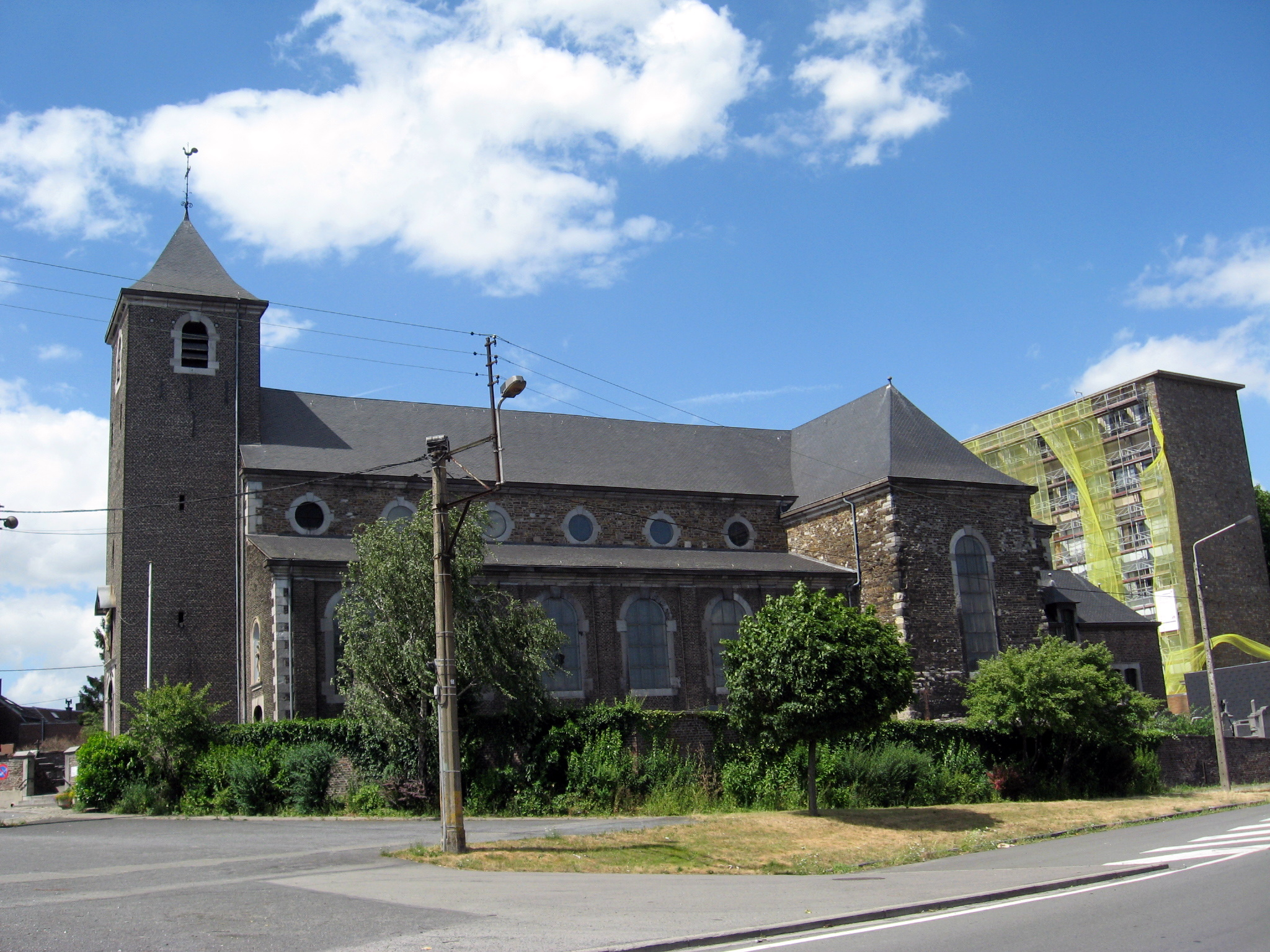
Onze-Lieve-Vrouwekerk

De Onze-Lieve-Vrouwekerk (Frans: Église Notre-Dame de la Licour) is een kerkgebouw te Herstal in de Belgische provincie Luik.

## Geschiedenis
De eerste kerk zou gebouwd zijn door Pepijn van Herstal of Karel de Grote, met materiaal van een gesloopte Romeinse brug. Het zou kunnen gaan om de kapel van het naburige Karolingische paleis. In 1738 werd de kerk gedeeltelijk door brand verwoest. Slechts het koor en het transept, die gedeeltelijk romaans waren, bleven gespaard. Deze zijn gebouwd in zandsteenblokken. In 1758 werd de kerk herbouwd, terwijl de voorgebouwde bakstenen toren uit het midden van de 19e eeuw stamt. Het betreft een kruisbasiliek, deels neoromaans.

## Interieur
Het hoofdaltaar, zij-altaren en doksaal zijn in barokstijl en dateren van 1716. Er is een beeldengroep van Sint-Oremus, dat een onderdeel is van een 16e-eeuws altaarstuk. Uit de 2e helft van de 17e eeuw is een beeld van Johannes de Doper. De preekstoel is van 1759 is in régencestijl.